# 刘金标 (民国将领)
刘金标（?—?）籍贯不详，中华民国初年军事将领。

## 生平
刘金标早年任拱卫军后路步兵四营统领。1913年中华民国大总统选举时，袁世凯因为担心落选，乃命京师警察厅和拱卫军会派军警“保卫”国会。此外，拱卫军司令李进才和拱卫军后路统领刘金标还改着便装，率着便衣军警一千多人自称“公民团”包围国会。国会最终选举袁世凯任中华民国大总统。
1916年7月11日，大总统黎元洪发布策令，任命李进才为陆军第十三师师长，刘金标、刘富有分任该师步兵第二十五旅、二十六旅旅长。陆军第十三师是由原拱卫军改编而成，该师驻北京西苑，负责北京卫戍任务。1917年张勋复辟时期，李进才被朝廷任命为陆军部副都统、京師軍警總執法處督辦，刘金标被任命接替李进才出任陆军第十三师师长。